# Đội tuyển bóng đá nữ quốc gia New Zealand
Đội tuyển bóng đá nữ quốc gia New Zealand, có biệt danh là Bóng đá dương xỉ, được điều hành bởi New Zealand Football (NZF). Đội tuyển nữ quốc gia New Zealand đã đủ điều kiện tham dự Giải vô địch bóng đá nữ thế giới 2007, được tổ chức tại Trung Quốc vào tháng 9 năm 2007, đưa đội đến World Cup đầu tiên sau 16 năm và là lần thứ hai kể từ lần đầu ra mắt năm 1975 trong đấu trường quốc tế.

## Thành tích tại các giải đấu

### Giải vô địch bóng đá nữ thế giới
| Thành tích Giải vô địch nữ thế giới của New Zealand | Thành tích Giải vô địch nữ thế giới của New Zealand | Thành tích Giải vô địch nữ thế giới của New Zealand | Thành tích Giải vô địch nữ thế giới của New Zealand | Thành tích Giải vô địch nữ thế giới của New Zealand | Thành tích Giải vô địch nữ thế giới của New Zealand | Thành tích Giải vô địch nữ thế giới của New Zealand | Thành tích Giải vô địch nữ thế giới của New Zealand | Thành tích Giải vô địch nữ thế giới của New Zealand |                          | Thành tích vòng loại | Thành tích vòng loại | Thành tích vòng loại | Thành tích vòng loại | Thành tích vòng loại | Thành tích vòng loại | Thành tích vòng loại |
| Năm                                                 | Kết quả                                             | Hạng                                                | Tr                                                  | T                                                   | H*                                                  | B                                                   | BT                                                  | BB                                                  | Kết quả                  | Tr                   | T                    | H                    | B                    | BT                   | BB                   |                      |
| --------------------------------------------------- | --------------------------------------------------- | --------------------------------------------------- | --------------------------------------------------- | --------------------------------------------------- | --------------------------------------------------- | --------------------------------------------------- | --------------------------------------------------- | --------------------------------------------------- | ------------------------ | -------------------- | -------------------- | -------------------- | -------------------- | -------------------- | -------------------- | -------------------- |
| 1991                                                | Vòng bảng                                           | 11th                                                | 3                                                   | 0                                                   | 0                                                   | 3                                                   | 1                                                   | 11                                                  | Vượt qua vòng loại       | 4                    | 3                    | 0                    | 1                    | 28                   | 1                    |                      |
| 1995                                                | Không vượt qua vòng loại                            | Không vượt qua vòng loại                            | Không vượt qua vòng loại                            | Không vượt qua vòng loại                            | Không vượt qua vòng loại                            | Không vượt qua vòng loại                            | Không vượt qua vòng loại                            | Không vượt qua vòng loại                            | Không vượt qua vòng loại | Hạng 2               | 4                    | 3                    | 0                    | 1                    | 10                   | 2                    |
| 1999                                                | Không vượt qua vòng loại                            | Không vượt qua vòng loại                            | Không vượt qua vòng loại                            | Không vượt qua vòng loại                            | Không vượt qua vòng loại                            | Không vượt qua vòng loại                            | Không vượt qua vòng loại                            | Không vượt qua vòng loại                            | Không vượt qua vòng loại | Hạng 2               | 4                    | 3                    | 0                    | 1                    | 41                   | 3                    |
| 2003                                                | Không vượt qua vòng loại                            | Không vượt qua vòng loại                            | Không vượt qua vòng loại                            | Không vượt qua vòng loại                            | Không vượt qua vòng loại                            | Không vượt qua vòng loại                            | Không vượt qua vòng loại                            | Không vượt qua vòng loại                            | Không vượt qua vòng loại | Hạng 2               | 4                    | 3                    | 0                    | 1                    | 29                   | 2                    |
| 2007                                                | Vòng bảng                                           | 14th                                                | 3                                                   | 0                                                   | 0                                                   | 3                                                   | 0                                                   | 9                                                   | Vượt qua vòng loại       | 3                    | 3                    | 0                    | 0                    | 21                   | 1                    |                      |
| 2011                                                | Vòng bảng                                           | 12th                                                | 3                                                   | 0                                                   | 1                                                   | 2                                                   | 4                                                   | 6                                                   | Vượt qua vòng loại       | 5                    | 5                    | 0                    | 0                    | 50                   | 0                    |                      |
| 2015                                                | Vòng bảng                                           | 19th                                                | 3                                                   | 0                                                   | 2                                                   | 1                                                   | 2                                                   | 3                                                   | Vượt qua vòng loại       | 3                    | 3                    | 0                    | 0                    | 30                   | 0                    |                      |
| 2019                                                | Vòng bảng                                           | 20th                                                | 3                                                   | 0                                                   | 0                                                   | 3                                                   | 1                                                   | 5                                                   | Vượt qua vòng loại       | 5                    | 5                    | 0                    | 0                    | 43                   | 0                    |                      |
| 2023                                                | Vòng bảng                                           | 20th                                                | 3                                                   | 1                                                   | 1                                                   | 1                                                   | 1                                                   | 1                                                   | Đồng chủ nhà             | Đồng chủ nhà         | Đồng chủ nhà         | Đồng chủ nhà         | Đồng chủ nhà         | Đồng chủ nhà         | Đồng chủ nhà         |                      |
| Tổng cộng                                           | Vòng bảng                                           | 6/9                                                 | 18                                                  | 1                                                   | 4                                                   | 13                                                  | 9                                                   | 35                                                  | –                        | 32                   | 28                   | 0                    | 4                    | 252                  | 9                    |                      |

### Thế vận hội Mùa hè
| Thành tích Thế vận hội Mùa hè | Thành tích Thế vận hội Mùa hè | Thành tích Thế vận hội Mùa hè | Thành tích Thế vận hội Mùa hè | Thành tích Thế vận hội Mùa hè | Thành tích Thế vận hội Mùa hè | Thành tích Thế vận hội Mùa hè | Thành tích Thế vận hội Mùa hè | Thành tích Thế vận hội Mùa hè | Thành tích Thế vận hội Mùa hè |
| Năm                           | Kết quả                       | Tr                            | T                             | H                             | B                             | BT                            | BB                            | HS                            | Đ                             |
| ----------------------------- | ----------------------------- | ----------------------------- | ----------------------------- | ----------------------------- | ----------------------------- | ----------------------------- | ----------------------------- | ----------------------------- | ----------------------------- |
| 1996                          | Không vượt qua vòng loại      | Không vượt qua vòng loại      | Không vượt qua vòng loại      | Không vượt qua vòng loại      | Không vượt qua vòng loại      | Không vượt qua vòng loại      | Không vượt qua vòng loại      | Không vượt qua vòng loại      | Không vượt qua vòng loại      |
| 2000                          | Không vượt qua vòng loại      | Không vượt qua vòng loại      | Không vượt qua vòng loại      | Không vượt qua vòng loại      | Không vượt qua vòng loại      | Không vượt qua vòng loại      | Không vượt qua vòng loại      | Không vượt qua vòng loại      | Không vượt qua vòng loại      |
| 2004                          | Không tham dự                 | Không tham dự                 | Không tham dự                 | Không tham dự                 | Không tham dự                 | Không tham dự                 | Không tham dự                 | Không tham dự                 | Không tham dự                 |
| 2008                          | Vòng bảng                     | 3                             | 0                             | 1                             | 2                             | 2                             | 7                             | −5                            | 1                             |
| 2012                          | Tứ kết                        | 4                             | 1                             | 0                             | 3                             | 3                             | 5                             | −2                            | 3                             |
| 2016                          | Vòng bảng                     | 3                             | 1                             | 0                             | 2                             | 1                             | 5                             | −4                            | 3                             |
| 2020                          | Vòng bảng                     | 3                             | 0                             | 0                             | 3                             | 2                             | 10                            | −8                            | 0                             |
| 2024                          | Vòng bảng                     | 3                             | 0                             | 0                             | 3                             | 2                             | 6                             | −4                            | 0                             |
| Tổng cộng                     | 5/8                           | 16                            | 2                             | 1                             | 13                            | 10                            | 33                            | −23                           | 7                             |

### Cúp bóng đá nữ châu Đại Dương
| Thành tích Cúp bóng đá nữ châu Đại Dương | Thành tích Cúp bóng đá nữ châu Đại Dương | Thành tích Cúp bóng đá nữ châu Đại Dương | Thành tích Cúp bóng đá nữ châu Đại Dương | Thành tích Cúp bóng đá nữ châu Đại Dương | Thành tích Cúp bóng đá nữ châu Đại Dương | Thành tích Cúp bóng đá nữ châu Đại Dương | Thành tích Cúp bóng đá nữ châu Đại Dương | Thành tích Cúp bóng đá nữ châu Đại Dương |
| Năm                                      | Kết quả                                  | Tr                                       | T                                        | H                                        | B                                        | BT                                       | BB                                       | HS                                       |
| ---------------------------------------- | ---------------------------------------- | ---------------------------------------- | ---------------------------------------- | ---------------------------------------- | ---------------------------------------- | ---------------------------------------- | ---------------------------------------- | ---------------------------------------- |
| 1983                                     | Vô địch                                  | 4                                        | 3                                        | 1                                        | 0                                        | 24                                       | 3                                        | +21                                      |
| 1986                                     | Hạng ba                                  | 4                                        | 2                                        | 0                                        | 2                                        | 3                                        | 3                                        | 0                                        |
| 1989                                     | Á quân                                   | 5                                        | 4                                        | 0                                        | 1                                        | 10                                       | 1                                        | +9                                       |
| 1991                                     | Vô địch                                  | 4                                        | 3                                        | 0                                        | 1                                        | 28                                       | 1                                        | +27                                      |
| 1994                                     | Á quân                                   | 4                                        | 3                                        | 0                                        | 1                                        | 10                                       | 2                                        | +8                                       |
| 1998                                     | Á quân                                   | 4                                        | 3                                        | 0                                        | 1                                        | 41                                       | 3                                        | +38                                      |
| 2003                                     | Á quân                                   | 4                                        | 3                                        | 0                                        | 1                                        | 29                                       | 2                                        | +27                                      |
| 2007                                     | Vô địch                                  | 3                                        | 3                                        | 0                                        | 0                                        | 21                                       | 1                                        | +20                                      |
| 2010                                     | Vô địch                                  | 5                                        | 5                                        | 0                                        | 0                                        | 50                                       | 0                                        | +50                                      |
| 2014                                     | Vô địch                                  | 3                                        | 3                                        | 0                                        | 0                                        | 30                                       | 0                                        | +30                                      |
| 2018                                     | Vô địch                                  | 5                                        | 5                                        | 0                                        | 0                                        | 43                                       | 0                                        | +43                                      |
| 2022                                     | Không tham dự                            | Không tham dự                            | Không tham dự                            | Không tham dự                            | Không tham dự                            | Không tham dự                            | Không tham dự                            | Không tham dự                            |
| Tổng cộng                                | 6 danh hiệu                              | 45                                       | 37                                       | 1                                        | 7                                        | 289                                      | 16                                       | +273                                     |